# Mon amie des ténèbres
Mon amie des ténèbres (事情を知らない転校生がグイグイくる。, Jijō o shiranai tenkōsei ga guigui kuru.) est un shōnen manga écrit et dessiné par Taku Kawamura. Il est prépublié dans le magazine Monthly Gangan Joker de l'éditeur Square Enix depuis le 22 mai 2018. La version française est publiée par nobi nobi ! depuis le 8 septembre 2021.
Une adaptation en anime, produite par Studio Signpost, est diffusée entre le 9 avril et le 2 juillet 2023. En France, elle est diffusée en simulcast sur Crunchyroll.

## Personnages
Akane Nishimura (西村 茜, Nishimura Akane)
Voix japonaise : Konomi Kohara
Taiyō Takada (高田 太陽, Takada Taiyō)
Voix japonaise : Shizuka Ishigami (en)
Daichi Hino (日野 大地, Hino Daichi)
Voix japonaise : Kengo Kawanishi
Umi Adachi (安達 海美, Adachi Umi)
Voix japonaise : Reina Kondō (en)
Yukiko Takada (高田 雪子, Takada Yukiko)
Voix japonaise : Atsumi Tanezaki
Sumire Kasahara (笠原 すみれ, Kasahara Sumire)
Voix japonaise : Wakana Maruoka (ja)
Kotarō Kitagawa (北川 虎太郎, Kitagawa Kotarō)
Voix japonaise : Kōhei Amasaki
Père d'Akane (茜の父, Akane no Chichi)
Voix japonaise : Jun Fukuyama

## Manga
Jijō o shiranai tenkōsei ga guigui kuru. (事情を知らない転校生がグイグイくる。) est écrit et illustré par Taku Kawamura. Le manga est prépublié depuis le 22 mai 2018 via le magazine de prépublication de shōnen manga, le Monthly Gangan Joker. Par la suite, les chapitres sont rassemblés et édités dans le format tankōbon par Square Enix avec le premier volume publié le 22 octobre 2018. La série compte depuis vingt-et-un volumes tankōbon.
En juin 2021, nobi nobi ! annonce l'obtention de la licence du manga pour la version française, sous le nom Mon amie des ténèbres, et publie le premier volume dans sa collection Shōnen à partir du 8 septembre 2021,. En juillet 2022, l'éditeur Square Enix Manga & Books annonce la version anglaise de la série sous le titre My Clueless First Friend ainsi qu'un début de parution en mars 2023. La série est également publiée via Manga Up!, le service de lecture de mangas en ligne de Square Enix.

### Liste des volumes
| no                                        | Japonais         | Japonais          | Français          | Français          |
| no                                        | Date de sortie   | ISBN              | Date de sortie    | ISBN              |
| ----------------------------------------- | ---------------- | ----------------- | ----------------- | ----------------- |
| 1                                         | 22 octobre 2018  | 978-4-7575-5855-7 | 8 septembre 2021  | 978-2-3734-9499-0 |
| Liste des chapitres : Chapitres 1 à 18    |                  |                   |                   |                   |
| 2                                         | 22 février 2019  | 978-4-7575-6025-3 | 3 novembre 2021   | 978-2-3734-9662-8 |
| Liste des chapitres : Chapitres 19 à 29   |                  |                   |                   |                   |
| 3                                         | 22 juin 2019     | 978-4-7575-6167-0 | 5 janvier 2022    | 978-2-3734-9664-2 |
| Liste des chapitres : Chapitres 30 à 40   |                  |                   |                   |                   |
| 4                                         | 21 octobre 2019  | 978-4-7575-6352-0 | 9 mars 2022       | 978-2-3734-9665-9 |
| Liste des chapitres : Chapitres 41 à 50   |                  |                   |                   |                   |
| 5                                         | 22 février 2020  | 978-4-7575-6529-6 | 11 mai 2022       | 978-2-3734-9734-2 |
| Liste des chapitres : Chapitres 51 à 60   |                  |                   |                   |                   |
| 6                                         | 22 juin 2020     | 978-4-7575-6708-5 | 13 juillet 2022   | 978-2-3734-9767-0 |
| Liste des chapitres : Chapitres 61 à 74   |                  |                   |                   |                   |
| 7                                         | 21 novembre 2020 | 978-4-7575-6948-5 | 14 septembre 2022 | 978-2-3734-9787-8 |
| Liste des chapitres : Chapitres 75 à 87   |                  |                   |                   |                   |
| 8                                         | 22 mars 2021     | 978-4-7575-7162-4 | 2 novembre 2022   | 978-2-3734-9788-5 |
| Liste des chapitres : Chapitres 88 à 99   |                  |                   |                   |                   |
| 9                                         | 20 juillet 2021  | 978-4-7575-7375-8 | 18 janvier 2023   | 978-2-3734-9918-6 |
| Liste des chapitres : Chapitres 100 à 112 |                  |                   |                   |                   |
| 10                                        | 22 novembre 2021 | 978-4-7575-7576-9 | 5 avril 2023      | 978-2-3734-9932-2 |
| Liste des chapitres : Chapitres 113 à 124 |                  |                   |                   |                   |
| 11                                        | 22 mars 2022     | 978-4-7575-7825-8 | 12 juillet 2023   | 978-2-3849-6002-6 |
| Liste des chapitres : Chapitres 125 à 134 |                  |                   |                   |                   |
| 12                                        | 22 juillet 2022  | 978-4-7575-8035-0 | 18 octobre 2023   | 978-2-3849-6003-3 |
| Liste des chapitres : Chapitres 135 à 140 |                  |                   |                   |                   |
| 13                                        | 22 novembre 2022 | 978-4-7575-8263-7 | 21 février 2024   | 978-2-3849-6094-1 |
| Liste des chapitres : Chapitres 141 à 147 |                  |                   |                   |                   |
| 14                                        | 22 mars 2023     | 978-4-7575-8476-1 | 19 juin 2024      | 978-2-3849-6245-7 |
| Liste des chapitres : Chapitres 148 à 160 |                  |                   |                   |                   |
| 15                                        | 22 juillet 2023  | 978-4-7575-8672-7 | 23 octobre 2024   | 978-2-3849-6314-0 |
| Liste des chapitres : Chapitres 161 à 165 |                  |                   |                   |                   |
| 16                                        | 21 novembre 2023 | 978-4-7575-8905-6 | 19 février 2025   | 978-2-3849-6445-1 |
| Liste des chapitres : Chapitres 166 à 173 |                  |                   |                   |                   |
| 17                                        | 22 mars 2024     | 978-4-7575-9114-1 | 9 juillet 2025    | 978-2-3849-6446-8 |
| Liste des chapitres : Chapitres 174 à 181 |                  |                   |                   |                   |
| 18                                        | 22 juillet 2024  | 978-4-7575-9325-1 | 15 octobre 2025   | 978-2-3849-6617-2 |
| Liste des chapitres : Chapitres 182 à 187 |                  |                   |                   |                   |
| 19                                        | 21 novembre 2024 | 978-4-7575-9520-0 | NC                |                   |
| Liste des chapitres : Chapitres 188 à 191 |                  |                   |                   |                   |
| 20                                        | 22 mars 2025     | 978-4-7575-9759-4 | NC                |                   |
| Liste des chapitres : Chapitres 192 à 201 |                  |                   |                   |                   |
| 21                                        | 22 juillet 2025  | 978-4-7575-9963-5 | NC                |                   |
| Liste des chapitres : Chapitres 202 à 210 |                  |                   |                   |                   |

## Anime
Le 16 novembre 2022, une adaptation en anime, produite par Studio Signpost, est annoncée. Shigenori Kageyama (en) supervise la réalisation, tandis que Takafumi Hoshikawa et Shogo Yasukawa (ja) s'occupent du scénario, les chara-designs sont quant à eux confiés à Chikashi Kadekaru (ja), enfin Toshio Masuda compose la bande originale.
Le thème du générique de début est Alcor to Polaris (アルコルとポラリス) par Reina Kondō (en), la seiyū d'Umi Adachi, tandis que le générique de fin est Kokorone (ココロネ) par Kitri (ja). L'anime est diffusé au Japon entre le 9 avril et le 2 juillet 2023 et simultanément sur Crunchyroll à l'international,.

### Liste des épisodes
Au Japon, les épisodes sont diffusés une semaine avant leurs dates de diffusion à la télévision via le service de vidéo à la demande Abema (en). Crunchyroll, qui diffuse l'anime à l'international, adopte le même rythme de sortie qu'Abema.
| No | Titre français                                 | Titre japonais                     | Titre japonais                                 | Date de 1re diffusion |
| No | Titre français                                 | Kanji                              | Rōmaji                                         | Date de 1re diffusion |
| -- | ---------------------------------------------- | ---------------------------------- | ---------------------------------------------- | --------------------- |
| 1  | Ange de la mort et nouvel élève                | 死神と転校生                       | Shinigami to tenkōsei                          | 9 avril 2023          |
| 2  | Commis, photo paranormale et lettre d'amour    | 給食当番と心霊写真とラブレター     | Kyūshoku tōban to shinrei shashin to rabu retā | 16 avril 2023         |
| 3  | Les vacances d'été commencent                  | 夏休みがはじまる                   | Natsuyasumi ga hajimaru                        | 23 avril 2023         |
| 4  | Chez mamie                                     | おばあちゃんち                     | Obāchan chi                                    | 30 avril 2023         |
| 5  | Appelle-moi l'ange de la mort                  | 死神って呼んで                     | Shinigami tte yonde                            | 7 mai 2023            |
| 6  | Changement de place, délégués et nouvelle amie | 席替えとクラス委員と新しいともだち | Sekigae to kurasu iin to atarashii tomodachi   | 14 mai 2023           |
| 7  | Sortie scolaire et magie de l'œuf mollet       | 遠足と味玉の魔法                   | Ensoku to ajitama no mahō                      | 21 mai 2023           |
| 8  | Yukata, cage à poules et plâtre                | 浴衣とジャングルジムとギプス       | Yukata to janguru jimu to gipusu               | 28 mai 2023           |
| 9  | Courez ! Criez ! La fête du sport commence !   | 走れ！叫べ！運動会                 | Hashire! Sakebe! Undōkai                       | 4 juin 2023           |
| 10 | Mes premiers invités                           | 初めてのおもてなし                 | Hajimete no omotenashi                         | 11 juin 2023          |
| 11 | Alliance, chanson maudite et Noël              | 風神同盟と呪いの歌とクリスマス     | Fūjin dōmei to noroi no uta to kurisumasu      | 18 juin 2023          |
| 12 | Déclaration pendant la fête de Noël            | クリスマスパーティーの告白         | Kurisumasu pātī no kokuhaku                    | 25 juin 2023          |
| 13 | Aujourd'hui et dans dix ans                    | 10年後も、今日も                   | Jūnengo mo, kyō mo                             | 2 juillet 2023        |

## Accueil
En mars 2020, Taku Kawamura annonce que le tirage total de son manga a dépassé 450 000 exemplaires.

### Œuvres
Édition japonaise
Jijō o shiranai tenkōsei ga guigui kuru.
1. 1 2  (ja) « 事情を知らない転校生がグイグイくる。 1 », sur Square Enix (consulté le 9 mai 2023).
2. 1 2  (ja) « 事情を知らない転校生がグイグイくる。 2 », sur Square Enix (consulté le 9 mai 2023).
3. 1 2  (ja) « 事情を知らない転校生がグイグイくる。 3 », sur Square Enix (consulté le 9 mai 2023).
4. 1 2  (ja) « 事情を知らない転校生がグイグイくる。 4 », sur Square Enix (consulté le 9 mai 2023).
5. 1 2  (ja) « 事情を知らない転校生がグイグイくる。 5 », sur Square Enix (consulté le 9 mai 2023).
6. 1 2  (ja) « 事情を知らない転校生がグイグイくる。 6 », sur Square Enix (consulté le 9 mai 2023).
7. 1 2  (ja) « 事情を知らない転校生がグイグイくる。 7 », sur Square Enix (consulté le 9 mai 2023).
8. 1 2  (ja) « 事情を知らない転校生がグイグイくる。 8 », sur Square Enix (consulté le 9 mai 2023).
9. 1 2  (ja) « 事情を知らない転校生がグイグイくる。 9 », sur Square Enix (consulté le 9 mai 2023).
10. 1 2  (ja) « 事情を知らない転校生がグイグイくる。 10 », sur Square Enix (consulté le 9 mai 2023).
11. 1 2  (ja) « 事情を知らない転校生がグイグイくる。 11 », sur Square Enix (consulté le 9 mai 2023).
12. 1 2  (ja) « 事情を知らない転校生がグイグイくる。 12 », sur Square Enix (consulté le 9 mai 2023).
13. 1 2  (ja) « 事情を知らない転校生がグイグイくる。 13 », sur Square Enix (consulté le 9 mai 2023).
14. 1 2  (ja) « 事情を知らない転校生がグイグイくる。 14 », sur Square Enix (consulté le 9 mai 2023).
15. 1 2  (ja) « 事情を知らない転校生がグイグイくる。 15 », sur Square Enix (consulté le 30 juin 2023).
16. 1 2  (ja) « 事情を知らない転校生がグイグイくる。 16 », sur Square Enix (consulté le 31 octobre 2023).
17. 1 2  (ja) « 事情を知らない転校生がグイグイくる。 17 », sur Square Enix (consulté le 3 mars 2024).
18. 1 2  (ja) « 事情を知らない転校生がグイグイくる。 18 », sur Square Enix (consulté le 28 juin 2024).
19. 1 2  (ja) « 事情を知らない転校生がグイグイくる。 19 », sur Square Enix (consulté le 3 novembre 2024).
20. 1 2  (ja) « 事情を知らない転校生がグイグイくる。 20 », sur Square Enix (consulté le 16 mars 2025).
21. 1 2  (ja) « 事情を知らない転校生がグイグイくる。 21 », sur Square Enix (consulté le 15 juillet 2025).

Édition française
Mon amie des ténèbres
1. 1 2  (fr) « Mon amie des ténèbres T01 », sur nobi nobi ! (consulté le 9 mai 2023).
2. 1 2  (fr) « Mon amie des ténèbres T02 », sur nobi nobi ! (consulté le 9 mai 2023).
3. 1 2  (fr) « Mon amie des ténèbres T03 », sur nobi nobi ! (consulté le 9 mai 2023).
4. 1 2  (fr) « Mon amie des ténèbres T04 », sur nobi nobi ! (consulté le 9 mai 2023).
5. 1 2  (fr) « Mon amie des ténèbres T05 », sur nobi nobi ! (consulté le 9 mai 2023).
6. 1 2  (fr) « Mon amie des ténèbres T06 », sur nobi nobi ! (consulté le 9 mai 2023).
7. 1 2  (fr) « Mon amie des ténèbres T07 », sur nobi nobi ! (consulté le 9 mai 2023).
8. 1 2  (fr) « Mon amie des ténèbres T08 », sur nobi nobi ! (consulté le 9 mai 2023).
9. 1 2  (fr) « Mon amie des ténèbres T09 », sur nobi nobi ! (consulté le 9 mai 2023).
10. 1 2  (fr) « Mon amie des ténèbres T10 », sur nobi nobi ! (consulté le 9 mai 2023).
11. 1 2  (fr) « Mon amie des ténèbres T11 », sur nobi nobi ! (consulté le 9 mai 2023).
12. 1 2  (fr) « Mon amie des ténèbres T12 », sur nobi nobi ! (consulté le 7 août 2023).
13. 1 2  (fr) « Mon amie des ténèbres T13 », sur nobi nobi ! (consulté le 13 octobre 2023).
14. 1 2  (fr) « Mon amie des ténèbres T14 », sur nobi nobi ! (consulté le 27 février 2024).
15. 1 2  (fr) « Mon amie des ténèbres T15 », sur nobi nobi ! (consulté le 25 septembre 2024).
16. 1 2  (fr) « Mon amie des ténèbres T16 », sur nobi nobi ! (consulté le 2 octobre 2024).
17. 1 2  (fr) « Mon amie des ténèbres T17 », sur nobi nobi ! (consulté le 27 février 2025).
18. 1 2  (fr) « Mon amie des ténèbres T18 », sur nobi nobi ! (consulté le 9 juin 2025).